# Râul Ponoru, Vața
Râul Ponoru este un curs de apă, afluent al râului Vața. 

## Hărți
- Harta județului Hunedoara
- Harta munții Apuseni
- Harta munții Bihor